# Vodíkové bakterie
Vodíkové bakterie (též knallgas bacteria) jsou chemolitoautotrofní bakterie, které získávají energii oxidací vodíku. Konečným akceptorem elektronů je molekula kyslíku. Reakce zjednodušeně probíhá následně:
H2 + 1/2 O2 —> H2O,
tzn. oxidují vodík a redukují kyslík za vzniku vody. Tato reakce probíhá za přítomnosti speciálního enzymu, hydrogenázy.
Vodíkové bakterie jsou často vzájemně nepříbuzné druhy, které se jen specializovaly na tento typ získávání energie. Pokud je nedostatek vodíku, často jsou schopny i heterotrofní výživy, proto jsou to tzv. fakultativní chemolitotrofové. Mezi vodíkové bakterie patří například Hydrogenobacter thermophilus, Hydrogenovibrio marinus a Helicobacter pylori. Jsou to gramnegativní i grampozitivní bakterie, ale spojuje je často to, že vyhledávají prostředí s malým množstvím kyslíku (mikroaerofilie), protože kyslík inhibuje činnost hydrogenázy (ačkoliv je potřeba jako akceptor elektronů).